# Весто
Весто, Westo — индейское племя, жившее на территории США и исчезнувшее в начале XVIII века. Предположительно весто говорили на одном из ирокезских языков. Испанские колонисты называли их Chichimeco (не следует путать с племенем чичимеков в Мексике). Возможно, их же называли Richahecrian жители колонии Виргиния.
Впервые весто засвидетельствованы в исторических памятниках как могущественное племя, обитавшее на территории колонии Виргиния. Они пришли из горных районов в регион, где позднее был основан город Ричмонд. Численность племени была такова, что в войне они выставляли 700—900 воинов.
Ранее было принято считать, что весто откололись от племени ючи. Антрополог Марвин Т. Смит был, по-видимому, первым, кто предположил, что весто были группой из племени эри, мигрировавшей на юг с берегов озера Эри на юг в Виргинию в результате Бобровых войн. Смит предполагает, что по мере расширения колонии Виргиния весто мигрировали дальше на юг на реку Саванна незадолго до основания Южной Каролины в 1670 году. В поддержку гипотезы Смита свидетельствуют последующие работы Джона Уорта (John Worth, 1995:17) и Эрика Бауна (Eric Bowne, 2006).

## История
Колония Виргиния установила с племенем весто торговые отношения, продавая им огнестрельное оружие в обмен на рабов, захваченных в набегах на другие индейские племена. Когда весто мигрировали на реку Саванна, они вскоре приобрели известность своей военной силой и набегами, в которых они захватывали рабов. В период своего могущества племя весто наводило панику на испанские миссии в провинциях Гуале и Мокама. Дружественные отношения весто с Виргинией, однако, не означали дружбы с Южной Каролиной. В 1673 году весто атаковали прибрежных индейцев, в частности, Кусабо, а вместе с ними и колонию Каролина. Колония зависела от племени Катоба, которое защищало её до декабря 1674 года, когда несколько индейцев-весто посетили представителя колонии Генри Вудворда (en:Henry Woodward (colonist)) и заключили с ним мир. После этого парламентёры сопроводили Вудворда в поселения Весто на реке Саванна, где ему вручили множество подарков и договорились с ним о дружественных отношениях.
В период 1675—1680 годов процветала торговля между Весто и Южной Каролиной. Весто обеспечивали эту колонию рабами, взятыми в плен в войнах против различных индейских племён, включая союзных испанцам гуале и мокама, так называемых «индейцев поселений», а также, предположительно, индейцев из племён Чероки, Чикасо и других, позднее вошедших в Крикскую конфедерацию.
Поскольку весто враждовали практически со всеми племенами в регионе, альянс с Каролиной мешал колонии установить отношения с кем-либо ещё. Группа индейцев из племени Шауни мигрировала в область реки Саванна и встретилась с Весто в тот момент, когда среди последних находился Генри Вудворд, представитель колонии. Позднее эти Шауни стали известны как племя «индейцы реки Саванна». Вудворд стал свидетелем первой встречи двух племён. Пользуясь языком жестов, Шауни (Саванна) предупредили Весто о готовящемся нападении других племён и тем самым завоевали расположение последних.
Затем Шауни сами обратились к Вудворду и в результате установили с ним отношения, сыгравшие роковую роль для племени Весто. Благодаря дружбе с племени Шауни каролинцы вскоре осознали, какую важную роль для них может сыграть торговля без вмешательства Весто. Когда в 1679 году началась война между Каролиной и Весто, племя Шауни встало на сторону каролинцев. Весто были разгромлены в 1680 году, их земли заняло племя Шауни, унаследовавшее роль главного торгового партнёра колонии Каролина. Выжившие Весто, как предполагается, в основном попали в рабство и были вынуждены работать на сахарных плантациях в Вест-Индии. Gallay 2002).
Некоторым Весто удалось спастись после разгрома племени, и они продолжали жить невдалеке от колонии Южная Каролина. На карте, опубликованной анонимно в 1715 году, показаны индейские селения в период около 1691—1715 годов, когда ранние города племени Маскоги переместились с реки Чаттахучи на реки Окмалги и Окони. Один из индейских городов на карте обозначен как «Westas» (все названия индейских городов на ней даны во множественном числе), он находился на реке Окмалги выше её слияния с рекой Товалига. По-видимому, эти весто были позднее поглощены Крикской конфедерацией (Worth 2000).